# Stazione meteorologica di Assisi
La stazione meteorologica di Assisi è la stazione meteorologica di riferimento per la località di Assisi.

## Coordinate geografiche
La stazione meteorologica si trova nell'area climatica dell'Italia centrale, nell'Umbria, in provincia di Perugia, nel comune di Assisi, a 424 metri s.l.m. e alle coordinate geografiche 43°04′N 12°35′E.

## Dati climatologici
In base alla media trentennale di riferimento 1961-1990, la temperatura media del mese più freddo, gennaio, si attesta a +5,0 °C; quella del mese più caldo, luglio, è di +23,5 °C .
| Assisi             | Mesi | Mesi | Mesi | Mesi | Mesi | Mesi | Mesi | Mesi | Mesi | Mesi | Mesi | Mesi | Stagioni | Stagioni | Stagioni | Stagioni | Anno |
| Assisi             | Gen  | Feb  | Mar  | Apr  | Mag  | Giu  | Lug  | Ago  | Set  | Ott  | Nov  | Dic  | Inv      | Pri      | Est      | Aut      | Anno |
| ------------------ | ---- | ---- | ---- | ---- | ---- | ---- | ---- | ---- | ---- | ---- | ---- | ---- | -------- | -------- | -------- | -------- | ---- |
| T. max. media (°C) | 7,9  | 9,6  | 12,3 | 16,8 | 21,4 | 25,5 | 29,0 | 28,5 | 24,6 | 18,8 | 13,1 | 9,5  | 9,0      | 16,8     | 27,7     | 18,8     | 18,1 |
| T. min. media (°C) | 2,0  | 3,5  | 4,9  | 7,9  | 11,4 | 15,3 | 18,0 | 17,8 | 15,3 | 10,8 | 6,8  | 3,5  | 3,0      | 8,1      | 17,0     | 11,0     | 9,8  |